# 이소노우라역
이소노우라역(일본어: 磯ノ浦駅, いそのうらえき)은 일본 와카야마현 와카야마시에 있는 난카이 전기철도 가다 선의 역이다. 역 번호는 NK44-6이다.

## 역 구조
상대식 승강장 2면 2선의 지상역이다. 역사는 가다 방면 승강장의 가다 방향에 있고, 와카야마시 방면 승강장으로 가기 위해서는 구내 건널목을 건널 필요가 있다. 화장실(남녀 공용의 수세식)은 가다 행 승강장의 구내 건널목 앞에 있다.

### 승강장
| 1 | 가다 선(하행) | 가다 행                                                            |
| 2 | 가다 선(상행) | 와카야마시 방면 (간사이쿠코・난바; 와카야마시(또는 기노카와) 환승) |

## 역 주변
역 남쪽에 이소노우라 해수욕장이 있다. 간사이권 서핑의 메카이기도 하다. 난카이 전철에서는 서핑 보드의 반입을 규제하던 시기도 있었다.

## 역사
- 1912년 6월 16일: 가다 경편 철도 개통과 동시에 영업 개시.
- 1913년 7월 14일: 역사 이전.
- 1930년 12월 22일: 회사명 변경에 의하여 가다 전기철도의 역이 됨.
- 1942년 2월 1일: 회사 합병으로 난카이 철도역이 됨.
- 1944년 6월 1일: 회사 합병으로 긴키 닛폰 철도의 역이 됨.
- 1947년 6월 1일: 노선 양도로 인하여 난카이 전기철도의 역이 됨.

## 인접역
| 난카이 전기철도 가다 선           | 난카이 전기철도 가다 선 | 난카이 전기철도 가다 선 |
| --------------------------------- | ----------------------- | ----------------------- |
| NK44-5 니리가하마 와카야마시 방면 |                         | 가다 NK44-7 가다 방면   |